# Peta-Gaye Dowdie
Peta-Gaye Dowdie, jamajška atletinja, * 18. januar 1977, Elizabeth Mary, Jamajka.
Ni nastopila na olimpijskih igrah. Na svetovnih prvenstvih je v štafeti 4×100 m osvojila bronasto medaljo 1999.